# 越南鱊
越南鱊（学名：Acheilognathus tonkinensis）为輻鰭魚綱鯉形目鱊科的其中一種，分布於亞洲越南北部、中國南部及寮國，本魚體呈橢圓形，吻部具有1對短觸鬚，背鰭軟條10至14枚；臀鰭軟條9至11枚，體長可達12.2公分，棲息在溪流、溝渠及水塘底層水域，繁殖期時，雌魚會將卵產在淡水貽貝中，幼魚孵化後仍留在貝殼內直到能獨立游泳。
种加名 tonkinensis 意为“东京的”。